# Афанасий (Мартос)

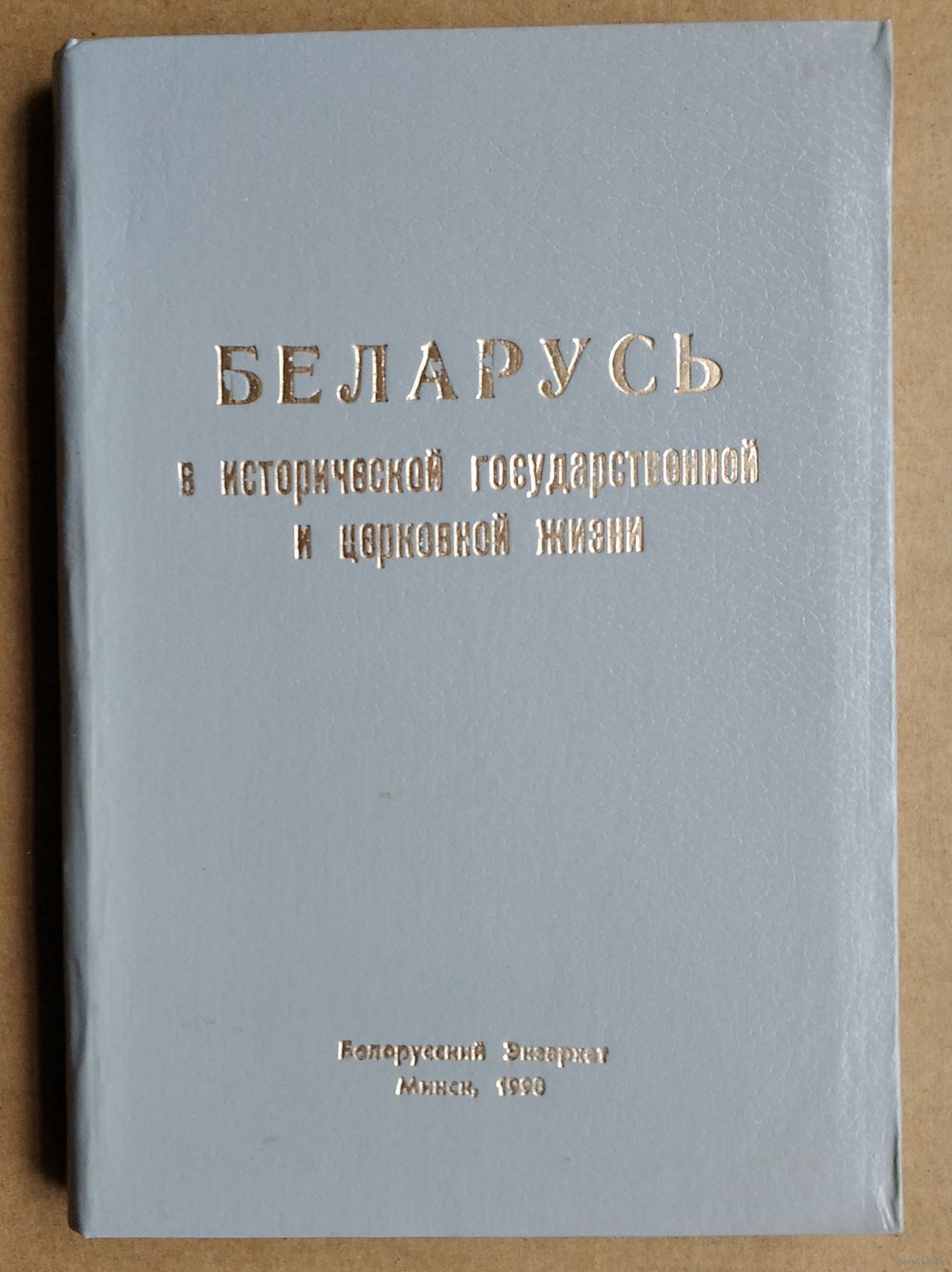
Издание 1990г

Архиепи́скоп Афана́сий (в миру Анто́н Вике́нтьевич Ма́ртос; 8 (21) сентября 1904, деревня Завитая, Слуцкий уезд, Минская губерния — 3 ноября 1983, Буэнос-Айрес, Аргентина) — епископ Русской Православной Церкви за границей, архиепископ Буэнос-Айресский и Аргентинский.

## Биография
Родился в деревне Завитая близ Несвижа Минской губернии. В 1920 году его родное село вошло в состав Польши.
Окончил народное училище в селе Крутой Берег, высшее училище в Несвиже, в 1925 году — гимназию в Несвиже.
В 1926—1930 годы учился на православном богословском факультете Варшавского университета. В 1933 году получил степень магистра богословия за диссертацию «Святитель Димитрий, митрополит Ростовский, как пастырь и учитель пастырей».
4 января 1927 года в Почаевской лавре наместником архимандритом Дамаскином пострижен в монашество с именем в честь преподобномученика Афанасия (Филипповича).
29 января 1928 года в кафедральном соборе во имя равноапостольной Марии Магдалины в Варшаве был рукоположён во иеродиакона архиепископом Алексием (Громадским). В конце марта 1929 года рукоположён в сан иеромонаха епископом Симоном (Ивановским).
До июня 1930 года окормлял русскую общину в местечке Благодатное близ Варшавы, затем служил настоятелем Петропавловской церкви в городе Воломин.
С декабря 1931 года — наместник Яблочинского монастыря и заведующий приютом для престарелого духовенства при обители.
В октябре 1932 года переведён в село Турковичи на Холмщине, где устроил подворье Турковичского монастыря.
С 1933 по август 1934 года — настоятель храмов в Кельце и Радоме.
С 1934 года служил воспитателем и инспектором в интернате для студентов богословского факультета Варшавского университета.
В 1938 году возведён в сан игумена, затем — в сан архимандрита.
В 1939 году окончил курс педагогики на гуманитарном факультете Варшавского университета со степенью доктора богословия за сочинение «Великий Катехизис Киевского митрополита Петра (Могилы)».
С марта 1940 года — настоятель Турковичской обители.
После оккупации Белоруссии немецкими войсками власти потребовали от архиепископа Пантелеимона (Рожновского) создания «Белорусской автокефальной православной национальной Церкви», независимой от Русской Церкви.
3-9 марта 1942 года архимандрит Афанасий принял участие в Соборе белорусских епископов в Минске, даровавшем архиепископу Пантелеимону титул митрополита, но не провозгласившем Белорусскую Церковь автокефальной. По благословению митрополита Пантелеимона архимандрит Афанасий подготовил проект устава Белорусской Церкви. Собор постановил учредить Витебскую и Полоцкую епархию и назначить ее правящим архиереем архимандрита Афанасия (Мартоса), которому было также поручено управление Новогрудской епархией.
8 марта 1942 года в минском кафедральном соборе хиротонисан во епископа Витебского с поручением временное управлять Новогрудской епархией. В Новогрудке Афанасий организовал двухгодичные пастырские курсы.
Являлся противником вмешательства местных коллаборационистов во внутреннюю жизнь Церкви.
В июне 1944 года, опасаясь репрессий со стороны советских властей, весь белорусский епископат во главе с митрополитом Пантелеимоном покинул Белоруссию.
5 апреля 1946 года на Архиерейском Соборе в Мюнхене вместе с иными белорусскими епископами вошёл в состав клира Русской Православной Церкви заграницей.
В мае 1946 года в Мюнхене созвал Собор белорусских и украинских епископов, эмигрировавших из России.
13 июля 1946 года решением Архиерейского Синода РПЦЗ назначен епископом Венским и Австрийским, но уже 2 августа того же года на данную кафедру был назначен Нафанаил (Львов).
В сентябре 1946 года Синодом РПЦЗ назначен администратором и правящим архиереем Северо-Германской епархии с кафедрой в Гамбурге. Окормлял лагеря русских беженцев.
В 1950 году был назначен епископом Мельбурнским, викарием Австралийской епархии, но пока епископ Афанасий находился в морском плавании по пути в Австралию, его перевели на Брисбенское викариатство той же епархии. Прибыл в Австралию 12 июля.
В октябре 1953 года назначен в Тунис управляющим приходами в Северной Африки. Но так как в Тунисе не было священника в приходе, посланный архиерей должен был исполнять обязанности священника. Так как Афанасию не удалось получить визу, назначение было отменено.
В конце февраля 1954 года определён быть епископом Эдмонтонским. Так как власти не дали разрешения на въезд, назначение было отменено. Всё это время проживал в Австралии.
В начале 1956 года по собственному прошению переведён на Аргентинскую и Парагвайскую кафедру. В конце февраля вылетел в Буэнос-Айрес. Многое сделал для приобретения общинами РПЦЗ в Аргентине юридического статуса и признания со стороны властей. Его стараниям и в Буэнос-Айресе был построен кафедральный собор.
В конце августа 1957 года во внимание к его усердному служению Святой Церкви и архипастырским трудам по управлению Аргентинской епархией возведён в сан архиепископа.
Его стараниями в Русскую Зарубежную Церковь перед Пасхой 1961 года храм вместе с клиром вернулся Свято-Троицкий храм в Буэнос-Айресе. За это 17 августа того же года награждён бриллиантовым крестом на клобук.
5 сентября 1969 года решением Синода переведён на Австралийскую и Новозеландскую епархию. Возражал против перевода, но решение было оставлено в силе. 9 декабря прибыл в Сидней.
23 июля 1970 года вследствие острого конфликта с викарными епископами Константином (Ессенским), Феодосием (Путилиным), частью клириков и мирян епархии решение Синода уволен на покой и почислен за штат.
С сентября 1971 года — архиепископ Буэнос-Айресский и Аргентинский, этом Троицкий храм в Буэнос-Айресе был изъят из подчинения епархиального архиерея и сделан ставропигиальным.
В 1979 году отпраздновал 50-летие своего пастырского служения.
Скончался 3 ноября 1983 года в Буэнос-Айресе от сердечного приступа. Похоронен на братском кладбище за собором Свято-Троицкого монастыря в Джорданвилле.

## Сочинения
- Святитель Димитрий, митрополит Ростовский, как пастырь и учитель пастырей. (магистерская диссертация)
- Великий Катехизис Киевского митрополита Петра (Могилы). (докторская диссертация)
- История Ветхого Завета по современным научным данным. Гамбург, 1947;
- История православной Церкви в Белоруссии. Гамбург, 1948;
- Беларусь в исторической, государственной и церковной жизни. Буэнос-Айрес, 1966.
  - Беларусь в исторической, государственной и церковной жизни: книга в трех частях / составил и издал Архиепископ Афанасий Мартос. — Репр. — Минск : Белорусский экзархат Русской Православной Церкви, 1990. — 292 с.
  - Беларусь в исторической государственной и церковной жизни. — Минск: Белорусский Экзархат Русской Православной Церкви, 2000. — 351 с. — ISBN 985-6503-30-02
- На ниве Христовой: (Главы из неопубликованной рукописи) // Православный вестник. 2001/2002. — Дек./Февр. — С. 6-11.
- «На ниве Христовой» Архиепископ Афанасий (Мартос, 1904—1983)